# Апокриф

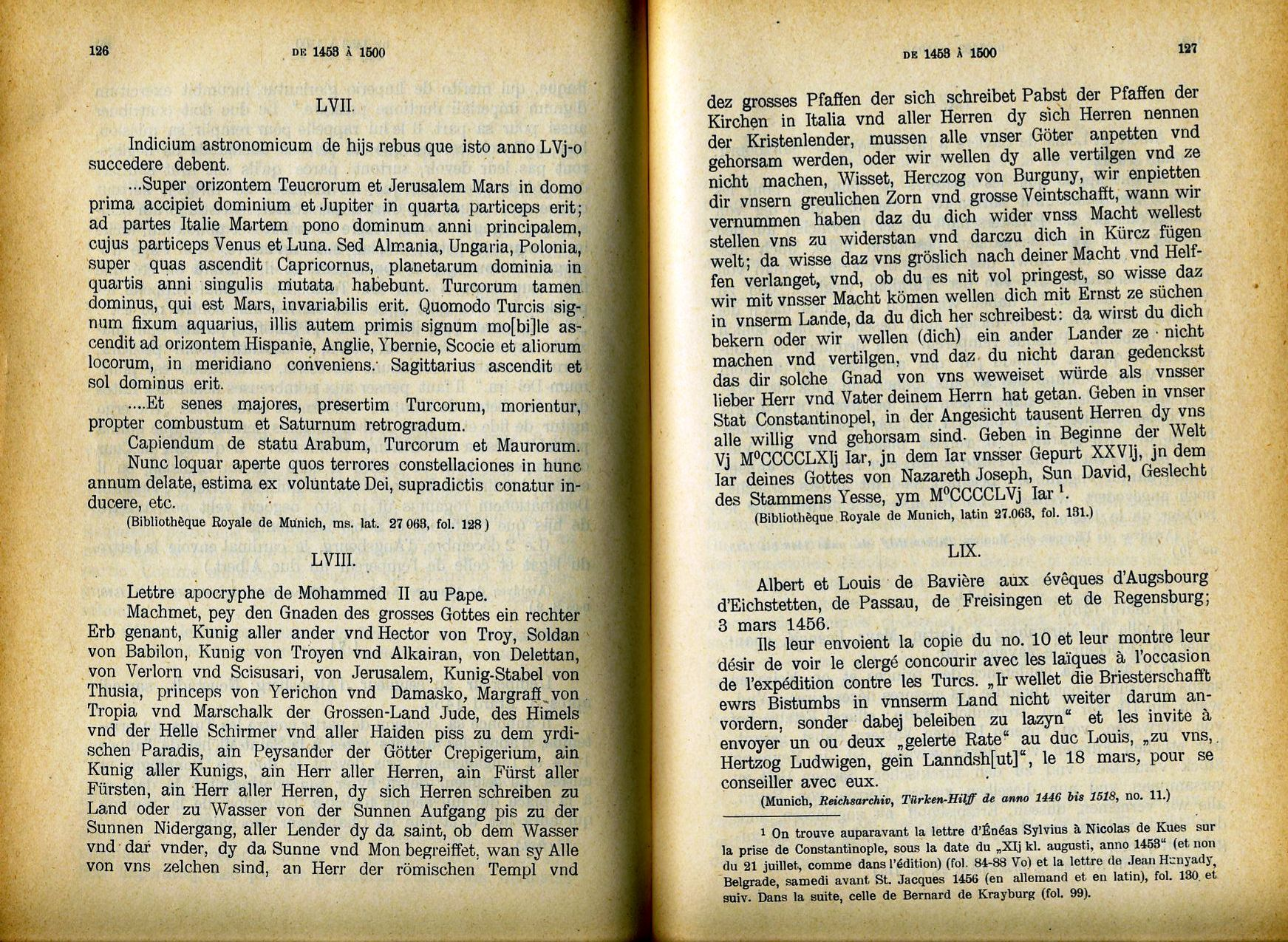
Апокрифічний лист султана Мехмеда II до Папи Римського (Notes et extraits pour servir à l'histoire des croisades au XVe siècle), опублікований Ніколасом Йоргою. Серія 4: 1453—1476, Париж; Букарест, 1915, сторінки 126—127

Апо́криф (грец. ἀπόκρυφος) — релігійний текст, переважно християнський, який не належить до канону. Найчастіше тексти визнаються апокрифами через суперечність канону. У загальному вжитку слово «апокриф» означає помилковий, хибний або єретичний з канонічної точки зору текст.
Спочатку слово «апокриф» позначало приховані чи таємні писання, дозволені для читання лише посвяченими в певну християнську групу. Він походить з грецької мови та утворюється із поєднання апо (геть) та критеїн (приховати). Слово апокриф, як і багато інших слів, зазнало значних змін у значенні протягом століть. Щодо цих старовинних книг, слово апокриф спочатку означало текст, занадто святий і таємний, щоб бути загальнодоступним. Сьогодні християни говорять, що апокриф — це твори, які мають невідоме авторство або сумнівне походження.
Біблійний апокриф — це сукупність текстів, включених до Септуагінти та латинської Вульгати, але не до єврейської Біблії. Хоча католицька традиція вважає деякі з цих текстів дейтероканонічними, протестанти вважають їх апокрифічними. Таким чином, протестантські біблії не включають книги Старого Завіту, але іноді включали їх в окремий розділ, який зазвичай називають апокриф. Інші неканонічні апокрифічні тексти зазвичай називають псевдепіграфами — текстами, що приписані їх справжніми авторами іншим особам.

## Етимологія
Слово «апокриф» походить від середньовічного латинського прикметника apocryphus, «таємний, або неканонічний». Він — від грецького прикметника ἀπόκρυφος (апокрифос), «неясний», від дієслова ἀποκρύπτειν (апокриптеїн), «ховатися».

## Приклади

### Езотеричні писання та предмети
Слово «апокриф» (ἀπόκρυφος) вперше було застосовано до творів, які трималися в таємниці, оскільки вони були носіями езотеричних знань, які вважалися занадто глибокими або занадто святими, щоб їх можна було розкрити комусь, крім посвячених. Наприклад, учні гностичного Продіка хвалились, що вони володіють таємними (ἀπόκρυφα) книгами Заратуштра. Цей термін загалом користувався великою увагою серед гностиків (див. Діяння Томи, с. 10, 27, 44).
Синолог Анна Зайдль посилається на тексти й навіть предмети, вироблені давньокитайськими мудрецями, як апокрифічні та вивчала їх використання під час шести династій Китаю (220 — 589 р. н. е.). Ці артефакти використовувались як символи, що легітимізують та гарантують Небесний Мандат Імператора. Прикладами таких є талісмани, графіки, записи, талі та реєстри. Першими прикладами були камені, нефритові вироби, бронзові посудини та зброя, але до них увійшли талісмани та магічні схеми. З їхніх коренів у епоху Чжоу в Китаї (1066 — 256 рр. до н. е.) Ці предмети перевершені за значенням текстами династії Хань (206 р. до н. е. —220 р. н. е.) Більшість цих текстів були знищені, оскільки імператори, особливо під час династії Хань, збирали їх та забороняли й спалювали, щоб не допустити їх потрапляння в руки політичних суперників.

### Писання сумнівної цінності
Назва «апокриф» застосовувалась також до творів, які були приховані не через їхню священність, а навпаки через сумнівну цінність для Церкви. Ранній християнський богослов Ориген у своїх Коментарях до Матвія розрізняє відмінність між творами, які читалися по церквах і апокрифічні твори. Значення αποκρυφος тут практично еквівалентно поняттю «виключений із загального користування церквою» до ще менш шанобливого вживання цього слова.

### Неправдиві писання
У загальному вжитку слово «апокриф» означає «помилковий, хибний, язичницький або єретичний». Це значення також міститься в пролозі Оригена до його коментаря до «Пісні пісень», з яких зберігся лише латинський переклад:
De scripturis his, quae appellantur apocriphae, pro eo quod multa in iis corrupta et contra fidem veram inveniuntur a maioribus tradita non placuit iis dari locum nec acceptti ad auctoritatem.

«Що стосується цих Писань, які називаються апокрифічними, з тієї причини, що багато речей виявляються в них зіпсованими та проти справжньої віри, яку передають старші, це їх порадувало, що їм не дають місця і не допускають їх до влади».

### Інше
Інші способи використання назви «апокриф» розвивалося протягом історії західного християнства. Декрет Геласія (який зазвичай вважається роботою анонімного вченого між 519 і 553 роками) посилається на релігійні твори отців церкви Євсевія, Тертуліана та Климента Олександрійського як апокриф. Августин визначив це слово як таке, що означає просто «невідомість походження», маючи на увазі, що будь-яка книга невідомого авторства або сумнівної достовірності вважатиметься апокрифічною. З іншого боку, Єронім (у «Прологу Галеату») заявив, що всі книги, що не належать до єврейського канону, є апокрифічними. На практиці Єронім поводився з деякими книгами поза єврейським каноном, ніби вони канонічними, а Західна Церква не прийняла визначення Єроніма щодо апокрифа, натомість зберігаючи попереднє значення цього слова (див: Вторинно-канонічні книги). В результаті різна церковна влада позначала різні книги як апокриф, ставлячись до них з різним рівнем уваги.
Ориген (який заявив, що «канонічних книг, як їх видали євреї, двадцять дві»), Климент та інші цитували деякі апокрифічні книги як «писання», «божественне писання», «натхнення» і подібні. З іншого боку, викладачі, пов'язані з Палестиною та знайомі з єврейським каноном, виключили з канону весь Старий Завіт, якого там не знайдено. Ця думка зображена в каноні Меліто Сардинського, а також у передмовах та листах Єроніма. Третя думка полягала в тому, що книги не були такими цінними, як канонічні писання єврейської колекції, але мали цінність для морального використання, як вступні тексти для новонавернених з язичництва, і їх можна було читати у зборах. Їх називали «церковними» творами Руфіна.
Ці три думки щодо апокрифічних книг панували до протестантської Реформації, коли ідея того, що становить канон, стала предметом першочергового занепокоєння як римо-католиків, так і протестантів. У 1546 р. Католицький собор у Тренді підтвердив канон Августина, датований II та III століттями, проголосивши: «Він також повинен стати анафемою, хто не отримує цілі ці книги з усіма їх частинами, як їх звикли читати в католицькій церкві, і зустрічаються у стародавніх виданнях латинської Вульгати, як священні та канонічні». Цілі книги, про які йде мова, за винятком 1 Ездри й 2 Ездри та Молитви Манасії, були оголошені канонічними в Тренті. Водночас з цим протестанти на початку були різнобічними, на їх думку. Одні вважали їх богонатхненними, інші відкидали. Англіканці зайняли позицію між католицькою церквою та протестантськими церквами; вони зберігали їх як християнські між заповідні читання та частину Біблії, але жодна доктрина не повинна спиратися на них. Джон Вікліф, християнський гуманіст XIV століття, заявив у своєму біблійному перекладі, що «яка б книга не була в Старому Завіті, крім цих двадцяти п'яти, буде встановлений апокрифом, тобто без повноважень і віри». Однак, його переклад Біблії включав апокриф та Послання Лаодикеїв.
Мартін Лютер не класифікував апокрифічні книги як Писання, але в обох німецьких (1534) перекладах Біблії апокрифічні тексти публікуються в окремому розділі від інших книг, хоча лютеранський та англіканський списки різні. У деяких виданнях (наприклад, Вестмінстерському) читачів попереджали, що ці книги «не повинні бути затверджені чи використані будь-яким іншим способом, ніж інші людські праці». Більш м'яке розрізнення було висловлено в інших місцях, наприклад, в «аргументі», що вводить їх у Женевській Біблії, і в Шостій статті Англійської церкви, де сказано, що «інші книги, які церква читає, наприклад, про життя та інструкція про манери», хоч і не встановлювати доктрину. Серед деяких інших протестантів термін апокрифічний почав набувати додаткових або змінених відтінків: не просто сумнівної правдивості, але маючи помилковий або хибний зміст, не просто неясний, але маючи приховані або підозрілі мотиви. Протестанти були (і) не є одностайними у прийнятті цих значень. Англійська церква погодилася, і ця точка зору продовжується і сьогодні по всій лютеранській церкві, у всесвітньому англіканському причасті та багатьох інших конфесіях. Яке б значення не мало значення, назва апокриф використовувалась (і використовується) переважно протестантами, посилаючись на книги сумнівної канонічності. Католики та православні іноді уникають використання цього терміну в контексті, коли він може бути суперечливим або помилково витлумачений як такий, що поступається з точки зору канонічності. Таким чином, повага до апокрифічних книг різнилася між протестантськими конфесіями. Більшість виданих протестантами Біблій, що містять апокрифічні книги, перенесуть їх в окремий розділ (скоріше, як додаток), щоб не змішувати їх з їхніми канонічними книгами.
Згідно з повідомленням православної англіканської церкви:
З іншого боку, англіканське Причастя рішуче стверджує, що апокриф є частиною Біблії і його члени повинні читати з повагою. Два з гімнів, що використовуються в офісі Американської молитви «Ранкова молитва», «Бенедиктус» та «Бенедикт», взяті з апокрифічних творів. Одне з пропозиційних пропозицій у Святому Причасті походить з апокрифічної книги (Тоб. 4: 8–9). Уроки апокрифу регулярно призначаються для читання в щоденних, недільних та спеціальних службах ранкової та вечірньої молитви. В останній переглянутій Американській книзі-молитвеннику «Лекціонер» є 111 таких уроків [Використані книги: II Есдрас, Товіт, Мудрість, Екклезіастік, Барух, Три святі діти та I Маккавеї.] слова шостої статті тридцять дев'яти статей: "Іменем Святого Письма ми розуміємо ті канонічні Книги Старого та Нового Завіту, в авторитеті яких у Церкві ніколи не було сумнівів ... А інші Книги (як каже Ієронім [Св. Ієронім], Церква читає, наприклад, життя і вчення про манери, але все ж не застосовує їх для встановлення будь-якої доктрини.[14]
За невеликими винятками, 66-книжковий протестантський канон (такий, як перерахований у Вестмінстерській сповіді 1646 р.) був усталений впродовж століть, і сьогодні багато хто бореться з апокрифічними книгами, використовуючи різні аргументи.

### Метафоричне використання
Прикметник «апокрифічний» зазвичай використовується в сучасній мові для позначення будь-якого тексту чи історії, чия правдивість вважається сумнівною, хоча вони можуть містити деяку моральну істину. У цьому ширшому метафоричному значенні «апокриф» має характер фольклору, фактоїду чи міської легенди.

## Буддизм
Апокрифічні Джатаки з канону Палі, такі як ті, що належать до колекції Паньшасаджатака, були адаптовані до місцевої культури в певних країнах Південносхідної Азії та переказані зі змінами до сюжетів, щоб краще зображати буддистську мораль.
У рамках традиції Палі апокрифічні Джатаки пізнішого складу (деякі датовані навіть ХІХ століттям) трактуються як окрема категорія літератури з «офіційних» оповідань Джатаки, які були більш-менш офіційно канонізовані принаймні з V століття — про що свідчать великі епіграфічні та археологічні дані, такі як збережені ілюстрації на барельєфі старовинних стін храму.

## Конфуціанство та даосизм
Пророчі тексти під назвою Чань-Вей (zh: 讖 緯) були написані династією Хань (206 р. до н. е. до 220 р. н. е.) Даоськими священниками, щоб узаконити, а також приборкати імперську владу [21]. Вони мають справу з предметами скарбів, які були частиною королівських скарбів Чжоу (1066 — 256 до н. е.). Виникли внаслідок нестабільності періоду Войових держав (476—221 рр. до н. е.), Давньокитайські вчені бачили централізоване правління Чжоу ідеальною моделлю для наслідування нової імперії Хань. Отже, «Чань-Вей» — це тексти, написані ханьськими вченими про королівські скарби Чжоу, тільки вони написані не для запису історії заради себе, а для легітимації нинішнього імператорського правління. Ці тексти мали форму оповідань про тексти та предмети, передані імператорам Небом, і містять царські королі цих стародавніх королів мудреців (саме так в цей час називали імператорів Чжоу, приблизно через 500 років після їх піку).Бажаним ефектом було підтвердження Небесного мандату імператора Хань через безперервність, яку пропонував його володіння тими ж священними оберегами. Саме через цей політизований запис їх історії важко простежити точне походження цих предметів. Відомо лише те, що ці тексти, швидше за все, були створені класом письменників, який називався фанги. Це був клас дворян, які не входили до державного управління; їх вважали фахівцями або окультистами, наприклад, ворожбитами, астрологами, алхіміками чи цілителями.Вважається, що саме з цього класу дворян з'явилися перші даоські священники. Однак Зайдль зазначає, що брак джерел, що стосуються формування раннього даосизму, робить точний зв'язок між апокрифічними текстами та даосистськими віруваннями неясними.

## Юдаїзм та християнство

### Юдаїзм
Хоча ортодоксальні євреї вірять в ексклюзивну канонізацію нинішніх 24 книг у Танаху, вони також вважають Усну Тору авторитетною, бо, на їхню думку, її було успадковано від Мойсея. Деякі стверджують, що садукеї, на відміну від фарисеїв, але подібно до самарян, схоже, підтримували більш ранню і меншу кількість текстів як канонічні, вважаючи за краще дотримуватися лише того, що було записано в Законі Мойсея (Тори) (більшість прийнятих в цей час канонів, як єврейських, так і християнських, в їх очах апокрифічні). Однак інші вважають, що часто помилково стверджують, що садукеї прийняли лише П'ятикнижжя. Казали, що єсеї в Юдеї та терапевти в Єгипті мають секретну літературу (див. Сувої Мертвого моря). Інші традиції зберігали різні звичаї щодо канонічності. Наприклад, ефіопські євреї, схоже, зберегли розповсюдження канонічних текстів, подібних до ефіопських православних християн, Енциклопедія Юдаїка, том 6, с. 1147.

### Міжвідомчий період
Під час зародження християнства в єврействі існувало багато єврейських текстів елліністичного походження, які християни часто використовували. Католики-християни включили кілька з цих книг до канону християнської Біблії, називаючи їх «апокрифічними» або «прихованими книгами» Біблії. Патристичні авторитети часто визнавали ці книги важливими для виникнення апостольського християнства, але натхненний авторитет і цінність апокрифічних творів залишалися широко суперечливими. У шістнадцятому столітті, під час протестантської реформації, деякі органи влади почали використовувати термін дейтероканонічний, щоб позначати цю традиційну міжвідомчу колекцію як книги «другого канону». Ці книги часто розглядаються як «міжзаконні», оскільки їх читання допомагає пояснити богословські та культурні переходи, що відбулися між Старим та Новим Завітом. Їх також іноді називають «міжвідомчими» релігійними групами, які не визнають елліністичний юдаїзм як приналежність ні до «єврейських», ні до «християнських» заповітів.
Дещо різні збірки апокрифічних, дейтероканонічних чи міжзаповітних книг Біблії є частиною римо-католицьких, східноправославних та східних православних канонів (пор. Розробка канону Старого Завіту). До дейтероканонічних чи міжвідомчих книг католицької церкви належать 1-2 Ездри, Товіт, Юдіф, Доповнення до Естер, Мудрість Соломона, Екклезіастіка, Баруха, Лист Єремії, Молитва Азарії, Сусанна, Бел та Дракон, Молитва Манасії та 1-2 Макавеї.
Книга Еноха включена до біблійного канону східних православних церков Ефіопії та Еритреї. Послання Юди натякає на історію в книзі Еноха, і деякі вважають, що використання цієї книги також міститься в чотирьох євангеліях і в 1 Петрі. Однак ні Ісус, ні його учні ніколи не цитували жодних апокрифічних книг. У справжність та натхнення Еноха вірив автор Послання Варнави Іріней, Тертуліан та Климент Олександрійський та значна частина ранньої церкви. Послання Павла та Євангелія також демонструють вплив Книги Ювілеїв, яка є частиною ефіопського канону, а також Успіння Мойсея та Завітів Дванадцятьох Патріархів, які не входять до жодного біблійного канону.
Канонічна дійсність міжвідомчих книг була оскаржена протестантами в XVI столітті. Протестантське вилучення другоканонічних книг Біблії відбулося не відразу як частина Реформації, а скоріше відбулось хвилями з часом. Апокрифічні книги фактично були перекладені як частина Біблійної версії короля Джеймса. Врешті-решт вони були ефективно видалені протестантами у 1800-х роках, при цьому деякі протестанти аргументували їхнє включення з богословських причин, а інші протестанти називали вартість публікації прихованих книг головним фактором їх вилучення. Сьогодні можна знайти протестантські Біблії, до яких зараз входять апокрифи. Статус дейтероканоників залишається незмінним в католицьких та православних християнствах.

### Християнство

#### Вступ
Термін апокриф часто зустрічається в християнських релігійних контекстах щодо розбіжностей щодо біблійної канонічності. Біблійний апокриф — це клас документів, які деякі конфесії відкидають як псевдепіграфічні або негідні, щоб їх правильно називати Писанням, хоча на них іноді можна посилатися для підтримки, наприклад, про загублену Книгу Яшера. Встановлення в основному усталеного єдиного канону було процесом століть, і те, що термін канон (як і апокриф) точно означав, також побачило розвиток. Канонічний процес відбувався з вірянинами, які визнавали писання натхненними Богом з відомого або прийнятого походження, згодом слідуючи за офіційним підтвердженням того, що стало в основному встановленим завдяки вивченню та обговоренням творів. Католицька церква дала своє перше догматичне визначення всього свого канону в 1546 р., Що припинило сумніви та розбіжності щодо статусу апокрифічних творів. Мартін Лютер, як і отець католицької церкви Єронім, підтримував мазоретичний канон Старого Завіту, виключаючи апокрифічні книги у своєму необов'язковому каноні як негідні, щоб їх належним чином називали Писанням, але більшість із них включив в окремий розділ, відповідно до Єроніма. Лютер не включив дейтероканонічні книги до свого Старого Завіту, назвавши їх «Апокрифом, тобто книгою, яка не вважається рівною Святому Письму, але корисна для читання».
Східна православна церква приймає ще кілька книг, окрім тих, які з'являються в католицькому каноні.

#### Суперечки щодо канонічності
Фактичний статус книг, які католицька церква називає вторинно-канонічними та протестантизмом, який називає їх апокрифічними, був проблемою розбіжностей, яка передувала Реформації. Багато хто вважає, що дохристиянський переклад єврейських (на грецьку) священних писань, відомий як Септуагінта, грецький переклад Єврейських Писань, спочатку складений близько 280 р. До н. е., Спочатку включав спірні апокрифічні писання, з невеликою різницею між ними та решта Старого Завіту. Інші стверджують, що Септуагінта першого століття не містила цих книг, але була додана пізніше християнами. Найдавніші збережені рукописи Септуагінти датуються четвертим століттям і містять апокрифічні книги, а деякі також книги, класифіковані як псевдепіграфи, з яких деякі ранні письменники у другому і пізніших століттях цитували тексти як писання.
Хоча кілька вчених приходять до висновку, що єврейський канон був досягненням династії Хасмонеїв, як правило, вважається, що він не був доопрацьований приблизно до 100 р. н. е. або дещо пізніше, тоді роздуми про грецьку мову та початки Християнське прийняття Септуагінти зважило деякі тексти. Деякі з них не були прийняті євреями як частина єврейського канону Біблії, а апокриф не є частиною історичного єврейського канону.
Ранні отці церкви, такі як Афанасій, Меліто, Ориген та Кирило Єрусалимський, виступали проти канонічності більшості або всіх апокрифічних книг, але найбільш вагомою опозицією був католицький вчений IV століття Єронім, який віддав перевагу івритському канону, тоді як Августин та інші віддали перевагу ширшому (грецькому) канону, обидва мали послідовників у наступних поколіннях. Католицька енциклопедія говорить про Середньовіччя:
«У Латинській Церкві протягом усього середньовіччя [V століття до XV століття] ми знаходимо докази вагань щодо характеру Второканоніків. Існує течія, дружна до них, інша, яка виразно несприятлива для їхнього авторитету та сакральності, в той час, як коливається між ними низка письменників, шанування яких поклоняється цим певним подивом щодо їх точного статусу, і серед тих, кого ми відзначаємо, св. Фома Аквінський. Мало хто виявляє, що однозначно визнає їх канонічність». Переважливе ставлення західних середньовічних авторів, по суті, до грецьких батьків.
Ширший християнський канон, прийнятий Августином, став більш усталеним каноном у західній Церкві після проголошення для використання у Великодньому листі Афанасія (близько 372 р. н. е.), Синоді Риму (382 р. н. е., Але його Декрет Гелазіанум, як правило, вважається значно пізнішим доповненням) та місцевими радами Карфагена та Бегемота в північній Африці (391 та 393 рр. н. е.). Афанасій називав канонічними всі книги єврейської Біблії, включаючи Баруха, виключаючи Естер. Він додає, що «існують певні книги, які Отці призначили читати катехуменам для побудови та повчання; це мудрість Соломона, мудрість Сіраха (Екклезіастік), Естер, Юдіф, Тобія, Дідах або вчення про Апостолів та Пастир Герми. Всі інші є апокрифічними та винаходами єретиків (Фестальне послання для 367)».
Однак, жодне з них не становило безперечних визначень, і значні наукові сумніви та розбіжності щодо природи апокрифу тривали століттями й навіть до Трента, що дало перше безпомилкове визначення католицького канону в 1546 р. Цей канон побачив відповідно 1000 років майже рівномірного використання більшістю, навіть після розколу XI століття, який розділив церкву на філії, відомі як римо-католицька та східноправославна церкви.
У 16 столітті протестантські реформатори кинули виклик канонічності книг і часткових книг, знайдених у вцілілому Септуагінті, але не в Масоретичному тексті. У відповідь на цей виклик після смерті Мартіна Лютера (8 лютого 1546 р.) Вселенський Триденський собор офіційно («безпомилково») оголосив ці книги (католики назвали «второканонічними») частиною канону у квітні 1546 р. н. е. Хоча протестантські реформатори відкинули частини канону, які не входили до єврейської Біблії, вони включили чотири книги Нового Завіту, про які Лютер вважав сумнівну канонічність разом з апокрифом, у свій необов'язковий канон (хоча більшість були окремо включені в його, як це було в деяких виданнях Біблії KJV до 1947 р.) Тому протестантизм встановив 66 книжкових канонів із 39 книг, заснованих на давньоєврейському каноні, поряд із традиційними 27 книгами Нового Завіту. Протестанти також відкинули католицький термін «дейтероканонічний» для цих творів, вважаючи за краще застосовувати термін «апокрифічний», який вже використовувався для інших ранніх і спірних творів. Як і сьогодні (але поряд з іншими причинами), різні реформатори стверджували, що ці книги містять доктринальні та інші помилки, і тому не повинні були додаватися до канону з цієї причини. Відмінності між канонами можна побачити під Біблійним каноном та Розвитком християнського біблійного канону.
Пояснення канону Східної православної церкви ускладнено через різницю поглядів на римо-католицьку церкву в інтерпретації того, як це було зроблено. Ці розбіжності (у питаннях юрисдикційної влади) сприяли роз'єднанню римо-католиків та православних близько 1054 р., Але формування канону, який пізніше Трент офіційно остаточно врегулював, було в основному завершено до V століття, не врегульованим століттями до поділу. У східній частині церкви знадобилася також значна частина V століття, щоб домовитись, але врешті-решт це було здійснено. Канонічні книги, створені таким чином нерозділеною церквою, стали головним каноном для того, що згодом мало стати римо-католицькою та східноправославною. Схід вже відрізнявся від Заходу тим, що ще не розглянув кожного питання канону, і він згодом прийняв ще кілька книг до свого Старого Завіту. Це також дозволило розглянути ще кілька, щоб продовжити не повністю вирішено, що призвело в деяких випадках до усиновлення в одній або декількох юрисдикціях, але не у всіх. Таким чином, на сьогодні існує кілька відмінностей канону серед православних, і всі православні приймають кілька книг більше, ніж у католицькому каноні. Соломонові псалми, 3 Макавеї, 4 Макавеї, Послання Єремії, Одеська книга, Молитва Манасії та Псалом 151 включені в деякі копії Септуагінти,деякі з них східними православними й канонічними прийняті деякі інші церкви. Протестанти не приймають жодної з цих додаткових книг як канон, але бачать, що вони мають приблизно такий самий статус, як інші апокрифічні тексти.

#### Новозавітні апокрифи
Новозавітний апокриф — книга, подібна до книг Нового Завіту, але майже повсюдно відкинута католиками, православними та протестантами — включають кілька євангелій та життя апостолів. Деякі з них були написані ранніми єврейськими християнами (див. Євангеліє згідно з євреями). Інші з них були створені гностичними авторами або членами інших груп, які згодом були визначені як гетеродокси. Багато текстів, які вважаються втраченими століттями, були виявлені в ХІХ-ХХ століттях, викликаючи жваві припущення про їх значення в ранньому християнстві серед релігієзнавців, тоді як багато інших виживають лише у вигляді цитат з них в інших працях; для деяких відомо не більше, ніж назва. Художники та богослови спираються на апокрифічні твори Нового Завіту з таких питань, як імена Дісмаса та Гести та подробиці про трьох мудреців. Перша явна згадка про вічну незайманість Марії міститься в псевдепіграфічному Євангелії від дитинства від Якова.
До п'ятого століття християнські писання, які тоді обговорювались для включення до канону, але ще не були прийняті, були віднесені до групи, відомої як античні антилегомени. Усі вони були кандидатами на Новий Завіт і включали кілька книг, які згодом були прийняті, такі як: Послання до євреїв, 2 Петра, 3 Івана та Об'явлення Івана (Апокаліпсис). Жодна з цих прийнятих книг зараз не може вважатися апокрифічною, оскільки все християнство сприймає їх як канонічні. З неканонізованих Рання Церква вважала одних єретиками, а інші розглядала досить добре. Деякі християни, розширюючи це значення, можуть також вважати не єретичні книги «апокрифічними» на зразок Мартіна Лютера: не канон, але корисний для читання. Ця категорія включає такі книги, як Послання Варнави, Дідахе та Пастуха Герми, яких іноді називають апостольськими отцями. Гностична традиція була плідним джерелом апокрифічних євангелій. Хоча ці твори запозичили характерні поетичні риси апокаліптичної літератури в юдаїзм, гностичні секти здебільшого наполягали на алегоричних тлумаченнях, заснованих на таємній апостольській традиції. З ними ці апокрифічні книги високо шанували. Відомою гностичною апокрифічною книгою є Євангеліє від Фоми, єдиний повний текст якого було знайдено в єгипетському містечку Наг Хаммаді в 1945 р. Євангеліє від Юди, гностичне євангеліє, також отримало велику увагу ЗМІ, коли було реконструйовано у 2006 році.
Римо-католики та православні християни, а також протестанти загалом погоджуються з каноном Нового Завіту, див. Розробка канону Нового Завіту. Ефіопські православні в минулому також включали I і II Климента і Пастиря Гермису до свого канону Нового Завіту.

#### Список шістдесят
У «Списку шістдесяти», що припадає приблизно на VII століття, перелічено шістдесят книг Біблії. Невідомий автор також перелічує кілька апокрифічних книг, які не входять до числа шістдесяти. Ці книги:
- Адам
- Енох
- Ламех
- Дванадцять патріархів
- Молитва Йосипа
- Ельдад і Модад
- Заповіт Мойсея
- Успіння Мойсея
- Соломонові псалми
- Апокаліпсис Іллі
- Вознесіння Ісаї
- Апокаліпсис Софонії
- Апокаліпсис Захарії
- Апокаліптична Езра
- Історія Якова
- Апокаліпсис Петра
- Маршрут та вчення апостолів
- Послання Варнави
- Дії Павла
- Апокаліпсис Павла
- Дідаскалія з Климента
- Дідаскалія Ігнатія
- Дідаскалія з Полікарпа
- Євангеліє за Варнавою[a]
- Gospel According to Matthew[b]

### Цитати
1. ↑  VanderKam, James (2018-07-17), «The Dead Sea Scrolls», Early Judaism, NYU Press, pp. 11–28, doi:10.18574/nyu/9781479896950.003.0002, ISBN 978-1-4798-9695-0
2. 1 2  Webb, Diana Barton. (2010). Forgotten women of God. Bonneville Books. ISBN 978-1-59955-384-9. OCLC 704859621.
3. ↑  Little, Williams. Onions, C.T., editors (1955). The Oxford Universal Dictionary. Oxford University Press.
4. ↑  Bromiley, Geoffrey William, ed. (2009). «Apocrypha». The International Standard Bible Encyclopedia (2 ed.). Grand Rapids, Michigan: W.B. Eerdmans.
5. ↑  «Apocrypha — Definition». merriam-webster.com.
6. ↑  Hastings, James (2014). A Dictionary of the Bible: Volume I (Part I: A — Cyrus). The Minerva Group, Inc. p. 116. ISBN 9781410217226.
7. 1 2 3 4 5 6  Charles, 1911
8. 1 2 3  Seidel, Anna. «Imperial treasures and Taoist sacraments», in M. Strickmann, ed., Tantric and Taoist Studies in Honor of Rolf A. Stein, II, Bruxelles, Institut belge des hautes etudes chinoises. pp. 291—371.
9. ↑  Commentaries on Matthew, X. 18, XIII. 57[not specific enough to verify]
10. ↑  Charles 911
11. ↑  Origen on the Canon. BibleResearcher.com. Архів оригіналу за 17 липня 2018. Процитовано 29 листопада 2015.
12. 1 2  Charles, 1911
13. ↑  John Wycliffe's Translation. nnu.edu. Архів оригіналу за 4 липня 2007. Процитовано 18 листопада 2020. [Архівовано 2007-07-04 у Wayback Machine.]
14. 1 2 3  McDonald, Lee Martin (2009). Forgotten Scriptures: The Selection and Rejection of Early Religious Writings. Louisville, KY 40202-1396: Westminster John Knox Press. с. 11—33. ISBN 978-0664233570. Процитовано 24 листопада 2015.
15. ↑  THE WESTMINSTER CONFESSION OF FAITH. BibleResearcher.com. Архів оригіналу за 15 вересня 2015. Процитовано 29 листопада 2015.
16. ↑  Shamoun, Sam. Are The Jewish Apocrypha Inspired Scripture? Pt. 4. Answering Islam - A Christian-Muslim dialog. Answering Islam. Архів оригіналу за 8 грудня 2015. Процитовано 29 листопада 2015.
17. ↑  Webster, William. The Old Testament Canon and the Apocrypha Part 3. Архів оригіналу за 13 грудня 2015. Процитовано 29 листопада 2015. [Архівовано 2015-12-13 у Wayback Machine.]
18. ↑  Blocher, Henri (2004). Helpful or Harmful? The "Apocrypha" and Evangelical Theology. European Journal of Theology. 13 (2): 81—90.
19. ↑  Sengpan Pannyawamsa (2007). «The Tham Vessantara-jAtaka: A Critical Study of the Tham Vessantara-jAtaka and its Influence on Kengtung Buddhism, Eastern Shan State, Burma.» [Архівовано 4 жовтня 2018 у Wayback Machine.] PhD Thesis.
20. ↑  (Phra), Hōrāthibō̜dī; Siam), Nārāi (King of; Prince Paramānuchit Chinōrot (Son Of Phutthayō̜Tfā Čhulālōk, King of Siam (1993). The Tale of Prince Samuttakote. ISBN 9780896801745. Архів оригіналу за 16 липня 2021. Процитовано 18 листопада 2020.
21. 1 2  Seidel, Anna. «Imperial treasures and Taoist sacraments», in M. Strickmann, ed., Tantric and Taoist Studies in Honor of Rolf A. Stein, II, Bruxelles, Institut belge des hautes etudes chinoises. 291—371.
22. ↑  SADDUCEES. jewishencyclopedia.com. Архів оригіналу за 6 червня 2011. Процитовано 18 листопада 2020.
23. 1 2  Holman study bible. Howard, Jeremy Royal., Blum, Edwin., Stabnow, David K., Holman Bible Staff. (вид. NKJV). Nashville, TN: Holman Bible Pub. 2013. ISBN 978-1-4336-0509-3. OCLC 828886896.
24. ↑  The Old Testament Canon [Архівовано 6 грудня 2007 у Wayback Machine.]
25. ↑  Ethiopian Orthodox Old Testament [Архівовано 31 грудня 2007 у Wayback Machine.]
26. ↑  The Style Manual for the Society of Biblical Literature recommends the use of the term deuterocanonical literature instead of apocrypha in academic writing, although not all apocryphal books are properly deuterocanonical.
27. ↑  Clontz, T.E. and J., «The Comprehensive New Testament», Cornerstone Publications (2008), ISBN 978-0-9778737-1-5
28. ↑  Software, Accordance Bible. New Release: Comprehensive Bible Cross References. Accordance Bible Software. Архів оригіналу за 14 липня 2017. Процитовано 21 квітня 2018.
29. ↑  New Catholic Encyclopedia. Т. 3. Washington, DC 20064: Catholic University of America. 2003. с. 20, 26.
30. ↑  Coogan, Michael David (2007). The New Oxford Annotated Bible with the Apocryphal/Deuterocanonical Books . Oxford, United Kingdom: Oxford University Press. с. 457.
31. ↑  Willett, Herbert Lockwood (1910). The Popular and Critical Bible Encyclopædia and Scriptural Dictionary: Fully Defining and Explaining All Religious Terms, Including Biographical, Geographical, Historical, Archæological and Doctrinal Themes, Superbly Illustrated with Over 600 Maps and Engravings. Howard-Severance Company. Процитовано 21 квітня 2018 — через Google Books.
32. 1 2 3  Wegner, Paul D. (2004). The Journey from Texts to Translations: The Origin and Development of the Bible. Baker Academic. с. 14. ISBN 978-0801027994.
33. ↑  Beckwith, Roger T. (1 листопада 2008). The Canon of the Old Testament (PDF). Eugene, OR: Wipf & Stock Pub. с. 62, 382—83. ISBN 978-1606082492. Архів оригіналу (PDF) за 4 березня 2016. Процитовано 23 листопада 2015.
34. ↑  Ellis, E. E. (1992). The Old Testament in Early Christianity. Ada, MI 49301: Baker. с. 34—35.
35. ↑  Archer, Jr, Gleason (2007). A survey of Old Testament introduction (вид. [Rev. and expanded].). Chicago, IL: Moody Press. с. 75—86. ISBN 978-0802484345.
36. ↑  Biddle, Martin Hengel with the assistance of Roland Deines; introd. by Robert Hanhart; transl. by Mark E. (2004). The Septuagint as Christian Scripture : its prehistory and the problem of its canon (вид. North American paperback). Grand Rapids: Baker Academic. с. 57—59. ISBN 080102790X.
37. ↑  McDonald, Lee Martin (2009). Forgotten Scriptures: The Selection and Rejection of Early Religious Writings. Louisville, KY 40202-1396: Westminster John Knox Press. с. 11—33. ISBN 978-0664233570. Процитовано 24 листопада 2015.
38. ↑  Davies, Philip R. (1 вересня 2013). Rethinking Biblical Scholarship: Changing Perspectives 4. Routledge. с. 225. ISBN 978-1844657278.
39. ↑  Newman, Robert C. THE COUNCIL OF JAMNIA AND THE OLD TESTAMENT CANON (PDF). Gordon Faculty Online. Gordon College. Архів оригіналу (PDF) за 5 березня 2016. Процитовано 23 листопада 2015. [Архівовано 2016-03-05 у Wayback Machine.]
40. ↑  Correspondence of Augustine and Jerome concerning the Latin Translation of the Scriptures. bible-researcher.com. Архів оригіналу за 19 жовтня 2020. Процитовано 18 листопада 2020.
41. ↑  Knight, Kevin. . Canon of the Old Testament. New Advent. The Catholic Encyclopedia. Архів оригіналу за 23 липня 2017. Процитовано 26 листопада 2015.
42. ↑  Lienhard, S.J. A.B., Joseph. The Bible, the Church, and Authority. Collegeville, Minnesota: Fordham University. с. 59.
43. ↑  BURKITT, F. C. THE DECRETUM GELASIANUM. tertullian.org. Архів оригіналу за 21 липня 2019. Процитовано 26 листопада 2015.
44. ↑  bible-researcher.com. Athanasius on the Canon. Архів оригіналу за 25 листопада 2015. Процитовано 26 листопада 2015.
45. ↑  Metzger, Bruce (1957). An Introduction to the Apocrypha. New York: Oxford. с. 180.
46. ↑  Wicks, Jared (1978). Cajetan Responds: A Reader in Reformation Controversy. Washington: The Catholic University Press of America.
47. ↑  Jedin, Hubert (1947). Papal Legate At The Council Of Trent. St Louis: B. Herder Book Co. с. 270–271.
48. ↑  H. Tavard, George (1959). Holy Writ or Holy Church. London: Burns & Oates. с. 16—17.
49. ↑  Catholic Encyclopedia (1908). Canon of the Old Testament. New York: Robert Appleton Company.
50. ↑  Hiers, Richard H. (1 жовтня 2001). The Trinity Guide to the Bible. Norcross, GA 3007: Trinity Press International. с. 148. ISBN 1563383403. Процитовано 23 листопада 2015.
51. ↑  The Old Testament Canon and Apocrypha. BibleResearcher. Архів оригіналу за 4 грудня 2015. Процитовано 27 листопада 2015.
52. ↑  Bromiley, Geoffrey William, ред. (2009). Apocrypha. The International Standard Bible Encyclopedia (вид. 2). Grand Rapids, Michigan: W.B. Eerdmans.